# Typhochrestus acoreensis
Typhochrestus acoreensis är en spindelart som beskrevs av Jörg Wunderlich 1992. Typhochrestus acoreensis ingår i släktet Typhochrestus och familjen täckvävarspindlar. Inga underarter finns listade i Catalogue of Life.